# Vila Boa (Barcelos)
Vila Boa ist ein Ort und eine ehemalige Gemeinde (Freguesia) im nordportugiesischen Kreis Barcelos. Die Gemeinde hatte 2454 Einwohner (Stand 30. Juni 2011).
Im Zuge der Gebietsreform am 29. September 2013 wurden die Gemeinden Vila Boa, Vila Frescainha (São Martinho), Vila Frescainha (São Pedro) und Barcelos zur neuen Gemeinde União das Freguesias de Barcelos, Vila Boa e Vila Frescainha (São Martinho e São Pedro) zusammengefasst.